# Burg Lueg am Brenner
Die vollständig abgegangene Burg Lueg am Brenner, auch als Burg am Wahlenstein bezeichnet, war eine echte Höhlenburg und lag etwa 20 m oberhalb von km 108,5 der Brennerbahn beim Ortsteil Lueg der Gemeinde Gries am Brenner im Bezirk Innsbruck-Land von Tirol. Mit Lueg wird im Althochdeutschen eine Höhle oder ein Lager bezeichnet.

## Geschichte der Burg

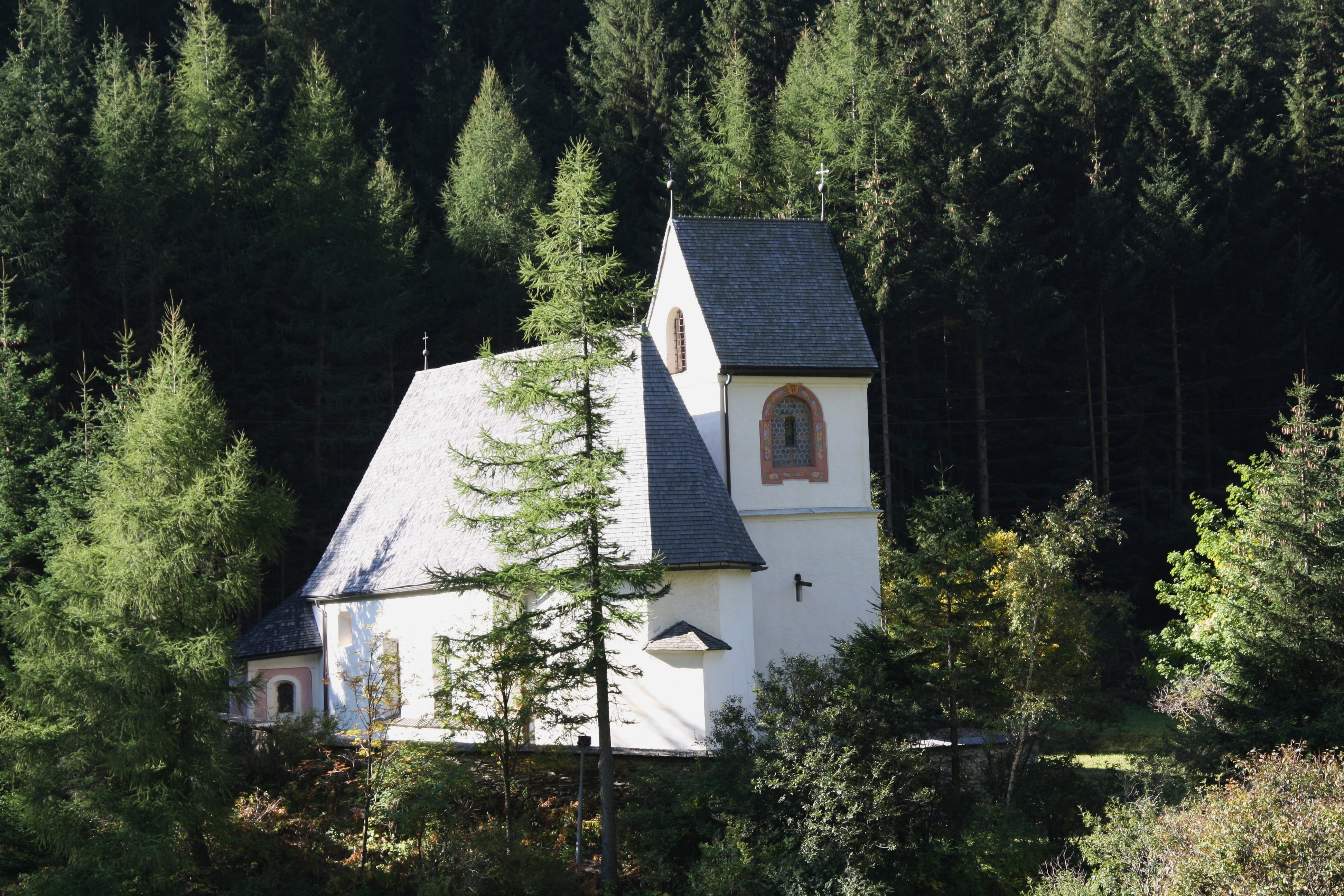
Kapelle St. Sigismund in Lueg am Brenner

Erstmals wird die Burg in einem Friedensvertrag vom 20. März 1241 zwischen Graf Albert III. von Tirol und dem Elect Egno von Eppan genannt; damals sollten die während der Fehde zwischen den beiden Parteien erbauten Burgen, darunter auch die spelunca in silva ex ista Parte Matray abgerissen werden. Offensichtlich kam es aber nicht zur Zerstörung dieser Anlage, denn 1288 und 1296 werden in den landesfürstlichen Rechnungsbüchern Ausgaben für eine Zollstätte in antro (in der Höhle) genannt, wobei zwischen einer im Tal gelegenen Zollstätte und dem Wehrbau in der darüber liegenden Höhle zu unterscheiden ist. Die Höhlenburg dürfte bereits ab 1241 mit der Zollstätte im Tal verbunden gewesen sein. Die Zollstätte zum luge ist zudem durch einen Vertrag zwischen Graf Albert I. von Görz und seinem Bruder Graf Meinrad von Tirol von 1288 gesichert. Dieser Zoll war wegen der hohen Einnahmen für die Landesherren sehr wichtig. Anfang des 14. Jahrhunderts sind Zahlungen für Ausbesserungsarbeiten der Burg bezeugt.
1677 wird berichtet, dass Ausbesserungsarbeiten in dem alten Gebäude oberhalb der Zollstätte nicht notwendig seien. Noch zur Zeit des Schmalkaldischen Kriegs wird 1552 dem König Ferdinand I. versichert, dass der Pass in das Etsch- und Eisacktal wegen der Burg nicht erobert werden könnte.
Nach der Kraidfeuerverordnung von 1647 und 1678 wird als letzte Station im Wipptal Am Lueg in der Höch genannt, womit die Höhlenburg gemeint sein könnte.
Wann die Burg zugunsten der Zollstätte im Tal aufgegeben wurde, ist nicht genau bekannt. Das Zollgebäude dürfte aber bereits an der Wende zum 14. Jahrhundert errichtet worden sein. 1561 ist von einem neu gemachten Palhauß am Lug (= Ballhaus, d. h. Stapelplatz) die Rede, 1566 wird hier von einer Kaiser-Stuben berichtet, was mit den zwei Besuchen 1511 und 1514 von Kaiser Maximilian I. am Lueg in Zusammenhang steht. 1668 werden hier ein Turm und noch ein alter Turm  genannt. Das Gebäude bestand aus einem Komplex von drei zusammenhängenden Häusern und einem westseitig gelegenen Turm. Alle Gebäude waren mit Krüppelwalmdächern eingedeckt. Durch das erste Haus führte (durch ein hohes Tor) die Straße hinauf zum Brenner. Lueg wurde 1778 zum Oberzollamt erhoben. Das Gebäude wurde aber 1797 schwer beschädigt. Auf Anordnung Marschall Lefebvres wurde 1809 das Zoll- und Ballhaus am Lueg als Reaktion auf die Niederlage in der Sachsenklemme niedergebrannt. 1815 wurde die Zollstätte aufgelassen.

### Kapelle
Neben dem Zollhaus im Tal ist eine dem hl. Sigmund und dem hl. Christophorus geweihte Kirche im 15. Jahrhundert von Herzog Friedrich mit der leeren Tasche errichtet worden. Dessen Sohn Sigismund der Münzreiche stiftete hier 1449 eine Kaplanei. 1641 wurde sogar eine eigene Kuratie eingerichtet, die erst 1811 der Kuratie Vinaders einverleibt wurde. Das Kirchlein ist in gotischem Stil errichtet, erinnert aber eher an die Romanik. Von 1684 bis 1686 wurde die Kirche umgestaltet, wobei ein Vorraum hinzu kam und das Innere barockisiert wurde.
1990 wurde mit umfassenden Sanierungsarbeiten begonnen, die 2013 einen Abschluss fanden.

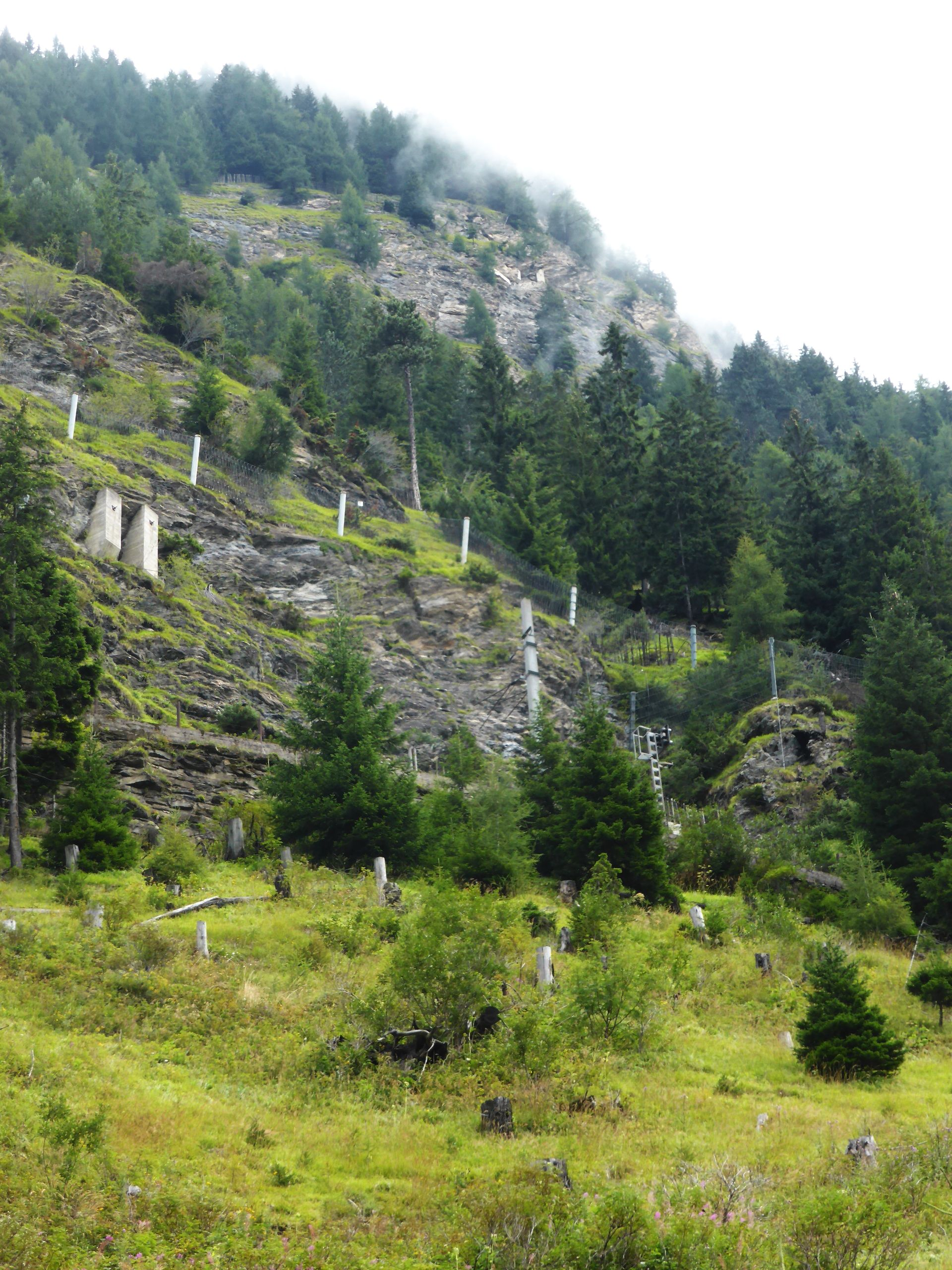
Lagestelle der Burg Lueg am Brenner

## Burg Lueg am Brenner einst und jetzt
Wie auf einer Ansicht aus dem 19. Jahrhundert zu erkennen ist, lag die Burg wie ein Schwalbennest in der Wand des Wahlensteins. Offensichtlich war sie mit Zinnen bekrönt und besaß Schießscharten und Schießluken. Die Burg befand sich vollkommen in der dortigen Höhle, wobei der Fels gut vier Meter über der Burg ragte. Die Wehrmauer der Burg stand am talwärtigen Rand der Höhle.
Beim Bau der Brennerbahn (1864–1867) wurde die Burg abgebrochen. Reste der Wehrmauer wurden erst in den 1940er Jahren aus Sicherheitsgründen entfernt. Der Boden der Höhle ist mehrmals ausgekehrt worden, so dass keine Bodenspuren mehr vorhanden sind. In der Höhle sind aber noch mehrere Vertiefungen erkennbar, die vermutlich zum Verspreizen von Balken gedient haben. Ebenso ist ein kleiner gegen Osten verlaufender und aus dem Felsen gehauener Stollen vorhanden, der aber nach zwei Metern verschüttet ist. Der Zugang zur Höhle verlief ungefähr auf der Trasse der heutigen Bahnlinie.